# テレサ・デ・レオン (ナバラ王妃)
テレサ・デ・レオン（スペイン語：Teresa de León, 928年 - 957年9月以降）は、ナバラ王ガルシア・ラミレス1世の2番目の妃。

## 生涯
テレサはレオン王ラミロ2世とその最初の妃アドシンダ・グティエレスの娘である。943年に最初の妃アンドレゴト・ガリンデスと離婚していたナバラ王ガルシア・ラミレス1世と結婚した。2人の間には少なくとも以下の3子が生まれた。
- ラミロ・ガルセス（981年7月9日没） - ビゲラ王、アルマンソールとの戦いで戦死した。
- ウラカ・ガルセス（1008年没[2]） - カスティーリャ伯フェルナン・ゴンサレスと結婚、970年に寡婦となりパンプローナに戻った。972年7月、ガスコーニュ公ギヨーム・サンシュと結婚。
- ヒメノ・ガルセス - コルドバで捕らえられた。978年にカスティーリャ伯ガルシア・フェルナンデスの要請により、兄たちとともにコバルビアスに向かった[注釈 1]。